# La Revista Española
La Revista Española – ogólnopolski, edukacyjny dwumiesięcznik językowy po hiszpańsku, przeznaczony dla osób uczących się języka hiszpańskiego. Uwzględnia wszystkie poziomy zaawansowania – od A1 do C2. Starannie opracowane działy tematyczne obejmują szeroko pojętą kulturę hiszpańską i latynoamerykańską, a także zagadnienia gramatyczno-leksykalne. Do każdego artykułu dołączane są ćwiczenia sprawdzające, ułatwiające zapamiętanie nowo nabytych informacji, oraz słowniczek, zawierający trudne słowa i przydatne zwroty. 
Oficjalna strona magazynu La Revista Española.
Źródło:
www.li-press.com